# Paramarbla lutulenta
Paramarbla lutulenta är en fjärilsart som beskrevs av Collenette 1931. Paramarbla lutulenta ingår i släktet Paramarbla och familjen tofsspinnare. Inga underarter finns listade i Catalogue of Life.